# Melithreptus
Melithreptus är ett fågelsläkte i familjen honungsfåglar inom ordningen tättingar. Släktet omfattar sju arter som förekommer på Nya Guinea och i Australien.
- Vitstrupig honungsfågel (M. albogularis)
- Swanhonungsfågel (M. chloropsis)
- Vitnackad honungsfågel (M. lunatus)
- Svarthuvad honungsfågel (M. affinis)
- Brunhuvad honungsfågel (M. brevirostris)
- Svarthakad honungsfågel (M. gularis)
- Barkhonungsfågel (M. validirostris)